# Łudogorci
Łudogorci (bułg. Лудогорци) – wieś w Bułgarii, w obwodzie Razgrad, w gminie Isperich. W 2023 roku liczyła 796 mieszkańców.